# شاپور تهرانی
شاپور تهرانی یکی از نغمه سرایان عهد صفوی که در بین عامه، گمنام وآثارش مستور مانده‌است.
بطوری‌که تذکره نویسان نگاشته‌اند، نام وی شرف الدین یا ارجاسب بوده و درآغاز شاعری فریبی تخلص می‌کرده، ولی بعدها کلمه شاپور را برای تخلص خود انتخاب نموده‌است. شاپور از نوادگان امیدی تهرانی شاعر نام‌آور آن زمان است.
وی دو سه بار از ایران به دیار هندوستان مسافرت کرده و در آنجا مورد توجه شاه سلیم و اکبر شاه قرار گرفته وبخصوص از عنایات میرزا جعفر خان آصف قزوینی بر خور دار گردیده‌است.
تقی‌الدین اوحدی صاحب تذکره عرفات می‌نگارد:
که در اول جلوس شاه عباس در قزوین شاپور را ملاقات کردم و با یک دیگر صحبت‌ها داشتیم، امروز در مراتب حال باطنی و ظاهری ترقی فرموده و اشعار بسیار خوب گفته و الحق هر قسم سخن را چنانکه باید و شاید می‌گوید. وی بغایت سلیم نفس، خوش طبیعت، درویش نهاد، کامل فطرت آمده و تتبع سخن نیز بسیار کرده وبا مخلص یاران عراق، اشعار طرحی و غیره بسیار گفته‌است، و دیوانش قریب به ده هزار بیت می‌باشد
صاحب تذکره نتایج الافکار ، سال وفات شاپور را در اواسط قرن یازدهم هجری نگاشته‌است.